# Frenk
Torma Gábor „Frenk” (Dunaújváros, 1977. július 25. –) magyar zenész (dobos, énekes, billentyűs, dalszerző, szövegíró).

## Pályafutása
A konzervatóriumba és a Zeneművészeti Főiskola jazz-tanszakára is járt, de egyiket sem fejezte be. Az előbbiből kicsapták, az utóbbit maga hagyta ott.
Játszott a Hiperkarmában, a Quimby-ben, a Kispál és a Borz, a Balaton együttesekben, 2007 óta pedig a Budapest Bárban énekel, illetve 2005 óta saját zenekarát is vezeti, immár 4 kiadott lemezzel.
Több kreatív zenei formáció tagja, többek között a Tom Waits amerikai színész/zenész tiszteletére – több más zenésszel (Kiss Tibor, Varga Livius (Quimby), Ian Siegal, Ripoff Raskolnikov, Varga Laca, Nagy Szabolcs) – létrehozott Braindogs-ban dobol, énekel, zongorázik, gitározik.

## Lemezei
- Szívzörejek (2006)
- Nagyvárosi éjszakák (2010)
- Minden ellen (2012)
- Songs for Jelena (2015)
- Magyar Pszicho (2017)
- Tudom Kivagyok (2020)
- Budapest Bár albumok (közreműködő énekes)
- Abszolút szabadon (2022)
- Kilövés (2024)
- Isten élt Pesten (2024)